# Angela Saini
Angela Saini, född 1980, är en brittisk vetenskapsjournalist, medieproducent och författare. Hennes fjärde bok, The Patriarchs: The Origins of Inequality från 2023, nominerades till det årets George Orwell Prize for Political Writing. Saini har arbetat som reporter och programpresentatör för BBC. Hon har skrivit för publikationer som The Guardian, New Scientist och Wired UK.
Saini har också producerat och presenterat ett antal radio- och TV-dokumentärer, inklusive en dokumentär om biobränslen för BBC Radio 4 och en BBC World Service-dokumentär runt det indiska jordbrukets miljöpåverkan. Sainis skrivande och rapportering har fokus på hur vetenskapen interagerar med samhället runt omkring, inte minst i relation till marginaliserade grupper.

## Biografi

### Bakgrund och studier
Saini har avlagt två master-examina, en som civilingenjör från Oxfords universitet och en i vetenskap och säkerhet vid avdelningen för krigsvetenskap vid King's College London. Hon har även studerat vid Keble College i Oxford.

### Yrkeskarriär
Saini har varit anställd som reporter vid BBC. 2008 lämnade hon BBC för att fortsätta som frilansskribent. 2008 vann Saini en Prix Circom för sin undersökning av falska universitet, med särskilt fokus på Isles International University. Hon utsågs 2009 till European Young Science Writer of the Year.
2012 vann hon pris från Association of British Science Writers för "bästa nyhetstext publicerad under 2011". Mellan 2012 och 2013 var Saini Knight Science Journalism Fellow vid Massachusetts Institute of Technology.

### Böcker
Sainis första bok publicerades 2011. Det var Geek Nation: How Indian Science is Taking Over the World. 
Hennes andra bok blev Inferior: How Science Got Women Wrong and the New Research That’s Rewriting the Story, utgiven 2017. Denna populärvetenskapliga bok undersöker historien över vetenskapens syn på könsmässiga skillnader och hur detta påverkat kvinnors liv. Boken visar fram hur forskare och samhället i stort under ett antal sekel behandlat kvinnor som intellektuellt, känslomässigt och fysiskt underlägsna män. Genom sina undersökningar presenterar Saini bevis som vederlägger dessa långlivade föreställningar, liksom hur nutida forskning utmanat den traditionella synen på könsskillnader.
Boken beskriver en mängd både historiska och nutida exempel på fördomsfull och ojämlik behandling av kvinnor inom forskarvärlden, liksom hur dessa felaktiga uppfattningar använts för att motivera diskriminering. Boken lyfter också fram samtida forskning som bevisar hur dessa tankar visat sig felaktiga och hur förståelsen av könsmässiga skillnader numera blivit mer nyanserad. Tidskriften Physics World utsåg 2017 Inferior till årets bok. I samband med utnämnandet förklarade Saini för tidskriften att hennes syfte med boken var att gripa sig an den motsägelsefulla informationen omkring genusvetenskap som på senare år spridits i både massmedier och akademiska tidskrifter.
Sainis tredje bok, Superior: The Return of Race Science, presenterades i maj 2019. Den omskrevs i Nature som en av 2019 års tio bästa böcker.
2023 publicerades The Patriarchs: The Origins of Inequality. Boken vill ta fram fakta om bakgrunden till de ojämlika skillnaderna mellan könen historiskt och i moderna samhällen. Sainis startpunkt är att "patriarkatet" varken är konstant eller ofrånkomligt, men även att det har många utgångspunkter och att det ständigt behöver omskapas för att hållas levande. Hon beskriver hur Robert Filmer 1680, i sin Patriarcha, stödde sig på Bibeln för att hävda könsmaktsordningens naturlighet, och Thomas Jefferson ansåg ett sekel senare att kvinnors "ömtålighet" gjorde dem sämre lämpade för politiska strider. Senare kom bland annat Friedrich Engels och Simone de Beauvoir att ifrågasätta dessa hävdvunna "självklarheter". Saini förklarar hur olika samhällen etablerat könsroller oberoende av varandra och på olika basis, vilket även markeras i bokens titel – Patriarchs – för att förtydliga många olika utgångspunkter.

### Medieframträdanden
Saini har vid olika tillfällen framträtt i massmedier i sin roll som vetenskapsjournalist. Det inkluderar i 2018/2019 års University Challenge, som representant för King's College och vid sidan av Anita Anand, Zoe Laughlin och Anne Dudley. 2020 presenterade hon BBC Four-dokumentären Eugenics: Science's Greatest Scandal, med Adam Pearson som medpresentatör